# Hakol Over Habibi
Gli Hakol Over Habibi (in ebraico הכל עובר חביבי‎?) sono stati un gruppo musicale israeliano.

## Storia del gruppo
I cantanti Ami Mandelman, Yuval Dor e Kiki Rothstein tennero per la prima volta un concerto assieme nel 1975. Il successo dell'evento li spinse a formare un gruppo che prese il nome di Hakol Over Habibi. Nel 1979 venne concessa loro la possibilità di partecipare all'Eurovision Contest del 1979, ma rifiutarono (quell'edizione verrà vinta dai connazionali Gali Atari e Milk & Honey). Nel 1981 rappresentarono il loro paese all'Eurovision con la loro Halayla, grazie alla quale si piazzarono settimi. Il gruppo si sciolse nel 2002. Mandelman è anche un richiesto doppiatore.

## Formazione
- Ami Mandelman – voce
- Shlomit Aharon – voce
- Yuval Dor – voce
- Kiki Rothstein – voce

## Discografia
- הכל עובר חביבי – 1975
- להיטי שנות ה-50 בארץ ובעולם – 1975
- שירים שמחוץ להצגה – 1977
- דור האספרסו – 1979
- 1981 – עודני ילד
- שירים – 1982
- לעבור את הגבול – 1983
- חביבי על הבמה – 1984
- נחיה ונראה – 1988
- מי שמדבר על אהבה – 1998
- שלומית אהרון והכל עובר חביבי-המופע המשותף – 2007

### Album compilation
- חביבי המיטב – 1989
- קלאסיקה – 1997
- המיט – 2009